# Библиография Алексея Роде
Алексей Андреевич Ро́де (1896—1979) — советский гидролог и почвовед, доктор геологических наук, профессор, Заслуженный деятель науки РСФСР (1966), лауреат Государственной премии СССР (1972).

## Печатные труды
Алексей Андреевич Роде за 55 лет научной работы (1927—1981) научной деятельности опубликовал около 280 научных работ, в том числе 13 монографий. Был редактором 51 научной работы, написал 25 рецензий на научные работы:
1927
- Действие углекислого кальция на почву. — Изв. Лесного ин-та, т. XXIV. Л., с. 119—180.
- Учение профессора К. К. Гедройца о поглотительной способности почв. — Природа, № 6, с. 465—480.

1930
- An excursion to the Lisino experimental forest of the Leningrad Technical Academy of Forestry. Internat. Soil Sci. Congress. Dokuchaev Institute of Soil Science. Leningrad Organizing Committee of the Congress, p. 52.
- Soils of the Lisino experimental forestry of the Leningrad Forest Technical Academy. In: Guide-bock for the excursion of the 2nd International Congress of Soil Science, v. 2, М., р. 5-11.

1931
- Материалы к изучению почвенного покрова Лисинского учебного леспромхоза. — В сб.: Природа и хозяйство учебных леспромхозов Лесотехнической академии, вып. 3. Л.-М., с. 94-162.

1932
- Новейшие методы исследования гумуса. — Почвоведение, № 5-6, с. 690—699 (совместно с И. Н. Антиповым-Каратаевым).
- Опыт изучения механического состава нескольких почв подзолистой зоны. — Труды Почв. ин-та им. В. В. Докучаева, вып. 6, с. 153—189.

1933
- О химическом составе механических фракций нескольких почв подзолистого и подзолисто-болотного типов. — Труды Почв. ин-та им. В. В. Докучаева, т. VIII, вып. 3., Л., 56 с.

1934
- Памяти учителя (К. К. Гедройца). — Труды Почв. ин-та им. В. В. Докучаева, т. IX, Л., с. 63-69.
- Почвы центральной части Валдайской возвышенности. — Труды Почв. ин-та им. В. В. Докучаева, т. Х, вып. 1, Л., с. 31-106 (совместно с О. А. Грабовской).
- О почвах Средне-Уральской лесостепи. — Труды Почв. ин-та им. В. В. Докучаева, т. Х, вып. 7, 60 с. (совместно с Л. И. Прасоловым).
- Почвы Мугоджарских гор и прилегающих равнин. — Труды Почв. ин-та им. В. В. Докучаева, т. Х, вып. 8. 83 с. (совместно с Е. Н. Ивановой).
- Влияние строительства плотин Верхней Волги на почвенный покров в связи с сельским хозяйством. — В кн.: Проблемы Волго-Каспия, т. I, Л., с. 612—616.
- Почвы Струго-Красненского района Ленинградской области. — Труды ЛОВИУАА, вып. 32/24, 74 с. (совместно с О. А. Грабовской).

1935
- Опытная установка для определения величины испарения грунтовых вод и количества осадков, достигающих их уровня (предварительное сообщение). — Почвоведение, № 2, с. 174—184.
- To the problem of the degree of podzolization of soils.- In: Studies in the genesis and geography of soils. M., Acad. Sci. Press, р. 55-70.

1936
- Подзолообразование как одна из стадий почвообразовательного процесса и очередные задачи его изучения. — В сб.: Почвоведение и агротехника. М.-Л., с. 56-76.
- К вопросу о зависимости колебаний уровня грунтовых вод от выпадения атмосферных осадков. — В кн.: Проблемы советского почвоведения, № 2, с. 151—160.
- К вопросу о степени подзолистости. — Труды Почв. ин-та им. В. В. Докучаева АН СССР, т. ХШ, с. 113—161.
- Почвы Лужского района Ленинградской области. — Труды ЛОВИУАА, вып. 41/10, 68 с. (совместно с Е. А. Афанасьевой).

1937
- Изменения в почвенном покрове Молого-Шекснинской низины, ожидаемые в результате подтопления Ярославской ГЭС. — Труды Почв. инта им. В. В. Докучаева АН СССР, т. XIV с. 315—342.
- Подзолообразовательный процесс. М.-Л., Изд-во АН СССР. 454 с.
- Химическое и рентгенографическое исследования коллоидных фракций некоторых почвенных разностей СССР. — В кн.: Почвенный поглощающий комплекс и вопросы земледелия, т. I. М., с. 104—131 (совместно с И. Н. Антиповым-Каратаевым).
- Основные черты подзолообразовательного процесса. — Почвоведение, № 6, с. 849—862.
- Ред. Материалы по изучению водного режима и влагооборота почв Молого-Шекснинской низины. — Тр. Почв. ин-та им. В. В. Докучаева, т. XVI, М.-Л., 342 с.

1938
- К вопросу о рыхлых наносах как продуктах выветривания. — В кн.: Проблемы советского почвоведения, сб. 6, с. 3-21.
- О колориметрическом определении алюминия. — В сб.: Проблемы советского почвоведения, сб. 6, с. 53-60.
- Дисперсность твердой массы почвы, химический и минералогический состав её и отдельных её компонентов. — Почвоведение, № 2, с. 181—230.
- Несколько замечаний по поводу последних работ Маттсона. — Почвоведение, № 4, с. 595—606.
- Рец. Курс почвоведения. Б. П. Серебряков. — Почвоведение, № 7-8, с. 1078—1085 (совместно с А. А. Лазаревым и др.).
- О некоторых очередных задачах почвоведения и необходимости организации комплексных биологических станций. — Природа, № 9, с. 25-32.

1939
- Почвы бассейна р. Дона. — В кн.: Почвы СССР. Изд-во АН СССР, т. 3, с. 129—174 (совместно с В. А. Ковдой).
- По поводу статьи А. Ф. Следнева «О приборе А. А. Роде».— Почвоведение, № 11, с. 112—114.
- Песчаные почвы террас р. Камы. — Труды Почв. ин-та им. В. В. Докучаева, т. XIX, вып. 2, с. 81-141 (совместно с И. Д. Седлецким).
- Письмо в редакцию журнала «Природа» (ответ академику В. Р. Вильямсу). — Природа, № 6, с. 116.
- Образование подзолистых почв. — В кн.: Почвы СССР, т. I, М.-Л., с. 157—185.

1940
- Задачи, программа, методы и организация работ почвенного отряда Волжско-Камской экспедиции. — Труды Почв. ин-та им. В. В. Докучаева АН СССР, т. XV, с. 3-16.
- Подзолистые почвы. Большая Советская Энциклопедия, т. 45, с. 787.
- Рец. О тщательной характеристике фактического материала (о сб. ВИУАА «Результаты работ по физико-химии почв», ч. II. Под ред. Е. Н. Гапона, 1939). — Почвоведение, № 5, с. 93-94.
- Рец. Ещё раз о работах Маттсона. — Почвоведение, № 7, с. 95-100.
- Ред. Материалы по изучению почв речных долин подзолистой зоны Европейской части СССР. Работы Почвенного отряда Волжско-Камской экспедиции. — Труды Почв. ин-та им. В. В. Докучаева, т. XV. 313 с. (совместно с А. А. Завалишиным).

1941
- Несколько данных о физико-химических свойствах воднорастворимых веществ лесных подстилок. — Почвоведение, № 3, с. 103—128.
- Рец. О латеритах и педоралогии. — Почвоведение, № 4, с. 99-103.

1942
- Рец. Л. А. Пустовалов. Петрография осадочных пород. — Почвоведение, № 5-6, с. 49-55.
- Несколько слов о лёссообразовании. — Почвоведение, № 9-10, с. 16-24.

1943
- Рец. О взглядах Фагелера и его школы на некоторые вопросы водного режима почв. — Почвоведение, № 6, с. 50-57.
- Рец. О культуре в научной работе. — Почвоведение, № 7, с. 56-57.
- Почвовед смотрит вперед (перевод английской статьи Ф. Е. Бера). — Почвоведение, № 8, с. 20-25.
- Рец. О том, как не следует знакомить советского почвоведа с достижениями зарубежных стран. — Почвоведение, № 9-10, с. 93-95.

1944
- О возможной роли растительности в подзолообразовании. — Почвоведение, № 3-4, с. 159—179.
- Жизнь и деятельность профессора И. В. Тюрина. — Почвоведение, № 10, с. 501—503.

1945
- Рец. Основная формула подзолообразования. — Почвоведение, № 3-4, с. 222—225.
- Рец. Приклонский В. А. Общее грунтоведение, ч. I, М.-Л., 1943, 291 с. — Почвоведение, № 8, с. 440—443.

1946
- Рец. Н. Е. Эдлефсен и Андерсон. Термодинамика почвенной влаги. Гильгардия, т. 55, № 2, 1943. — Почвоведение, № 1, с. 55-56.
- Рец. Неудачная книга (И. Д. Седлецкий. Коллоидно-дисперсная минералогия. М.-Л., 1945, 114 с.).— Почвоведение, № 2, 120—124.
- Рец. О почвах и породах. — Почвоведение, № 4, с. 255—257.
- Почвообразовательный процесс и эволюция почв. — Почвоведение, № 7, с. 400—401.
- О сорбции водяных паров как источника почвенно-грунтовой воды. — Почвоведение, № 7, с. 420—428.

1947
- Водный режим почв богарной зоны УзССР.— Труды Почв. ин-та им. В. В. Докучаева АН СССР, т. XXV, М.-Л., с. 49-130.
- Определение малых количеств кремнекислоты в природных растворах. — Почвоведение, № 4, с. 249—257.
- Ответ Седлецкому И. Д. — Почвоведение, № 5, с. 313—315.
- Мировая почвенная карта академика Л. И. Прасолова. — Почвоведение, № 8, с. 450—451.
- Почвообразовательный процесс и эволюция почв. — В кн.: 1-й сборник докладов, заслушанных на собраниях ячейки ВНИТОМС БЛХИ в 1945—1947 гг., с. 5-7.
- Памяти великого русского ученого. — В кн.: 1-й сборник докладов, за-слушанных на собраниях ячейки ВНИТОМС БЛХИ в 1945—1947 гг., с. 107—112.
- Почвообразовательный процесс и эволюция почв, М., Географгиз, 142 с.

1949
- Рец. Книга о почвенной влаге (С. И. Долгов. Исследования подвижности почвенной влаги и её доступности для растений). — Почвоведение, № 8, с. 491—496.
- О стационарно-тематических исследованиях комплексной экспедиции АН СССР по вопросам полезащитного лесоразведения. — Почвоведение, № 12, с. 761—763.

1950
- Режим почвенно-грунтовых вод подзолистых, подзолисто-болотных и болотных почв. — Труды Почв. ин-та им. В. В. Докучаева АН СССР, т. XXXII. Материалы по изучению водного режима почв, с. 5-73.
- К вопросу о природе сил, удерживающих в почве капиллярно-подвешенную влагу. — Труды Почв. ин-та им. В. В. Докучаева АН СССР, т. XXXII, с. 397—406.
- Стационарное изучение почвы как компонента биогеоценоза. — Земледелие. Нов. серия, т. III(XIII). М., с. 214—220.
- О лесной типологии. Выступление в прениях. — В кн.: Труды совещания по лесной типологии, 3-5 февраля 1950 г. (Ин-т леса АН СССР). М., с. 93-95.

1951
- Северный стационарный отряд (комплексной научной экспедиции по вопросам полезащитного лесоразведения).— В кн.: Труды комплексной научной экспедиции по вопросам полезащитного лесоразведения, работы 1949 г., т. I, вып. 2. М., с. 2-35.
- По поводу «критических» замечаний Д. Г. Виленского. — Почвоведение, № 4, с. 248—250.
- Ответ С. Н. Рыжову. — Почвоведение, № 5, с. 302—303.

1952
- Предисловие. — В кн.: Труды комплексной научной экспедиции по вопросам полезащитного лесоразведения, работы 1950 г., т. II, вып. 1, исследования стационара «Белые пруды», с. 5-6.
- Исследования Джаныбекского стационара комплексной научной экспедиции по вопросам полезащитного лесоразведения. — Почвоведение, № 2, с. 124—131.
- К вопросу об условиях влагообеспеченности древесных насаждений в северо-западной части Прикаспийской низменности. — В кн.: Сообщения комплексной научной экспедиции по вопросам полезащитного лесоразведения, вып. 2. М., с. 52-95.
- Материалы к познанию водного режима почв комплексной степи се-веро-западной части Прикаспийской низменности. Сообщение I.— Труды комплексной научной экспедиции по вопросам полезащитного лесоразведения, работы 1950 г., т. II, вып. 3. М., с. 34-63 (совместно с М. Н. Польским).
- Джаныбекский стационар, его задачи и организация. — Труды комплексной научной экспедиции по вопросам полезащитного лесоразведения АН СССР, т. II, вып. 3, с. 5-9.
- Почвенная влага. М., Изд-во АН СССР, 456 с.
- Ред. Исследования Джаныбекского стационара.— Труды комплексной научной экспедиции по вопросам полезащитного лесоразведения, т. II, вып. 3. М., Изд-во АН СССР, 167 с. (совместно с В. Н. Сукачевым и С. В. Зонном).

1953
- К вопросу о происхождении микрорельефа Прикаспийской низменности. — В сб.: Вопросы географии., вып. № 33, с. 249—260.
- Памяти Сергея Александровича Ковригина. — Почвоведение, № I, с. 70-71 (совместно с А. Антоновым и др.).
- К вопросу о скорости почвообразовательного процесса. (Ответ на критические замечания по поводу автора книги «Почвообразовательный процесс и эволюция почв»). — Почвоведение, № 3, с. 66.
- Рец. Ценный труд по лесной гидрологии (А. А. Молчанов. Гидрологическая роль сосновых лесов на песчаных почвах. М., Изд-во АН СССР, 1952). — Природа, № 7, с. 118—120.

1954
- Рец. О книге проф. Н. П. Ремезова. — Почвоведение, № 2, с. 68-74.
- К вопросу о роли лесов в почвообразовании. — Почвоведение, № 5, с. 50-62.
- Влагообеспеченность степной и полупустынной зон СССР. — Почвоведение, № 7, с. 52-56.
- О необходимости восстановления системы комплексных опытных сель-скохозяйственных станций (выступление на совещании почвоведов, посвященном вопросам повышения плодородия почв и освоению целинных земель, апрель 1954). — Почвоведение, № 8, с. 37.
- О почвенных водах и почвенном стоке (к дискуссии о внутрипочвенном стоке). — Почвоведение, № 9, с. 52-63.
- Первые итоги опытов по созданию защитных насаждений на полупустынных солонцовых комплексах Заволжья (северо-западная часть Прикаспийской низменности). — Доклады на совещании по стационарным геоботаническим исследованиям, 22-25 декабря 1951 г. М.-Л., с. 218—219.

1955
- Почвоведение (учебное пособие для лесохозяйственных факультетов лесотехнических и лесохозяйственных вузов). — М.—Л., Гослесбумиздат, 524 с.
- Предисловие. — Труды Института леса АН СССР, т. 25. Исследования Джаныбекского стационара, с. 3-4.
- Предисловие. — Труды Института леса АН СССР, т. 29. Исследования стационара «Белые пруды», с. 3-4.
- Рец. Французская книга о Докучаеве и Сибирцеве. — Почвоведение, № 4, с. 102—103.
- Необоснованные расчеты (по поводу статьи А. В. Николаева «Баланс воды в почвенном профиле на обеспеченной богаре» в Докл. АН ТаджССР, вып. 12, 1954 г.) — Почвоведение, № 7, с. 99-100.
- Рец. Руководство по почвенно-мелиоративным исследованиям в степных и лесостепных районах Европейской части СССР (сост. С. В. Астапов и С. И. Долгополова) — Почвоведение, № 8, с. 67-69.
- Водные свойства почв и грунтов. М., Изд-во АН СССР, 131 с.
- Почва. — Большая Советская Энциклопедия, изд. 2-е, т. 34, с. 303—311 (совместно с И. В. Тюриным).
- Рец. Bibliography of soil science, fertilizers and general agronomy 1950—1953. Harpenden, England, 1954; — Почвоведение, № 6, 100 (совместно с А. В. Соколовым).
- Несколько данных о минералогическом составе кремнеземистой присыпки в лесостепных почвах. — Почвоведение, № 9, с. 58-60 (совместно с И. М. Феофаровой).
- Опыт освоения целинных земель в полупустыне Прикаспийской низменности. — Природа, № 1, с. 60-66.
- Почвенный сток. — В кн.: О внутрипочвенном стоке и его роли в гид-рологическом режиме рек и почв. Л., с. 23-26.
- Вклад ученых. Приуральская правда, № 197, 5 октября.
- Ред. Исследования Джаныбекского стационара. — Труды Ин-та леса АН СССР, т. XXV, М., Изд-во АН СССР, 344 с. (совместно с В. Н. Сукачевым и С. В. Зонном).
- Ред. Исследования стационара «Белые пруды». — Труды Ин-та леса АН СССР, т. XXIX, 193 с.

1956
- Типы водного режима почв. — Совещание по лесному почвоведению при Институте леса АН СССР (21-25 мая 1956 г.) Тезисы докладов. Киев, с. 8-9.
- Рец. Turk L. Le bilan d eau des sols; relation entre les precipitations l´evaporation et l´ecoulement. — Ann. agron., 1954, № 4; 1955, № 1; Почвоведение, № 1, с. 127—128.
- Испарение из почвы подвешенной влаги. — Почвоведение, № 2, с. 27- 41 (совместно с М. М. Абрамовой и др.).
- Водный режим почв и его типы. — Почвоведение, № 4, с. 1-23.
- Категории и формы почвенной влаги и водные свойства почв. — В кн.: Доклады VI Международного конгресса почвоведов, 1-я комиссия. Физика почв. М., с. 55-76.
- Водный режим почв и его типы. — В кн.: Доклады VI Международного конгресса почвоведов", 1-я комиссия. Физика почв. М., с. 79-100.
- Изучение современных почвообразовательных процессов. — В кн.: Доклады VI Международного конгресса почвоведов, 5-я комиссия. Классификация почв. М., с. 199—218 (совместно с Е. А. Афанасьевой).
- Научные основы земледельческого освоения полупустыни. — В кн.: Доклады VI Международного конгресса почвоведов, 6-я комиссия. Мелиорация почв. М., с. 89-126.
- Краткий очерк научной и педагогической деятельности К. К. Гедройца. — В кн.: Материалы и библиографии ученых СССР. Серия почвоведение, вып. 5, с. 6-24.
- Несколько данных о мощных черноземах Курской зональной опытной мелиоративной станции и изменении их свойств при орошении. — В кн.: Орошение сельскохозяйственных культур в Центрально-Чернозёмной зоне РСФСР, вып. 2. М., с. 5-20 (совместно с Д. В. Федоровским).
- Les divers types de regime hydrologique du sols. — Rapports VI-e Congres International de la Science du Sols, Paris, 1956, v. B (Commissions l et 2). Paris, p. 117—125.
- Catégories et formes de l´eau du sol et les properties hydrologiques de sols. — Rapports VI-e Congres International de la Science du Sols. Paris, 1956. v. B (commission 1 et 2). Paris, р. 135—147.
- L´etude des processus contempora ins de formation des sols. — Rapports VI-e Congres International de la Science du Sols. Paris, 1956, v. E. (commission 5). Paris, р. 175—180 (совместно с И. Н. Скрынниковой и Е. А. Афанасьевой).
- Les principes scientiﬁ ques de la mise en culture des sémideserts. Rapports VI-e Congrés Internatjonal de la Science du Sols. Paris, 1956. v. D. (Сommissions 4 et 6). Paris, р. 735—749.
- Woda w glebie. Warszawa. 531 с. (Перевод кн. «Почвенная влага»., М., Изд-во АН СССР, 1952).

1957
- Почвоведение. Перевод с русского на китайский кн. «Почвоведение». Гослесбумиздат, 1955. Пекин. 304 с.
- К вопросу об организации работ по номенклатуре, систематике и классификации почв. — Почвоведение, № 9, с. 89-95.
- Развитие учения о почвенной влаге в СССР. — Почвоведение, № 10, с. 1-15.
- К вопросу о происхождении «мертвого» горизонта и о разновидностях непромывного типа водного режима почв. — В кн.: Вопросы генезиса и географии почв. М., с. 165—178.
- Несколько данных о почвах Курской зональной опытно-мелиоративной станции. — Труды Почв. ин-та им. В. В. Докучаева, т. 50, с. 124—131.
- Podnavoda. Bratislava, Vydavatelstvo Slovenskej Akademie vied, c. 509.
- Regimul hidrologia al solurilor sitipurile acestuc regim. Analele Romaniosovietice (Acad. Republ. Popul. Romine Inst. Studii Romino-Sovietic), seria agriculture, р. 5-30).
- Ред. Труды Почв. ин-та им. В. В. Докучаева, 1926—1957. Библиографический указатель, М., 71 с. (совместно с Е. Н. Ивановой).
- Development of the Science of Soil water in the USSR, p. 1-15. Bibliogr. p. 15-28. Washington.

1958
- О необходимости количественного учета качества сельскохозяйственных угодий. — В кн.: Вопросы географии, сб. 43. М., гл. 3, с. 16-42 (в соавторстве).
- Факторы почвообразования и почвообразовательный процесс. — Почвоведение, № 9, с. 29-38.
- Водные свойства почв и грунтов. Перевод монографии с русского на китайский. Пекин. 108 с.
- Водный режим почв и его типы (резюме докл. на Ш Всесоюзном гидро-логическом съезде). — Информ. бюл. Глав. упр. водного хоз-ва СССР, № 3, с. 98.
- Опыт организации комплексных биогеоценотических стационарных исследований (по материалам Джаныбекского стационара Ин-та леса АН СССР). — Труды Почв. ин-та им. В. В. Докучаева, т. 38, с. 3-11.
- Опыт освоения целинных солонцовых почв Прикаспийской низменности. М., Изд-во АН СССР, 8 с. (совместно с А. Ф. Большаковым).
- Предисловие. — В кн.: Труды Ин-та леса АН СССР, т. 43, с. 3-4.
- Ред. Научные основы освоения полупустыни Северо-Западного Прикаспия. — Труды Почв. ин-та им. В. В. Докучаева, т. 38, М., Изд-во АН СССР, 208 с. (совместно с В. Н. Сукачевым).
- Ред. Взаимоотношения древесной, кустарниковой и травяной растительности в основных типах лесных насаждений лесостепи. М., Изд-во АН СССР.

1959
- Водный режим почв и его типы. — Труды III Всесоюзн. гидрол. съезда, т. 9, Л., с. 154—159.
- К вопросу о понятии гидроморфности почв в применении к классификации гидроморфных почв степной, сухостепной и полупустынной зон. — Почвоведение, № 10, с. 1-3.
- Климатические условия района Джаныбекского стационара. — В кн.: Сообщения Лаборатории лесоведения АН СССР, вып. 1, с. 3-40.
- Почва. — Малая Советская Энциклопедия, т. 7.
- Ред. АН СССР, Комиссия по ирригации, вып. 1-10, 1933—1937. Библи-ографический указатель, М.
- Das Wasser im Boden. Neubearb. Ausg. In deutscher Sprache hrsg. von prof. Max Trenel. Berlin, Akad-Verl. 446 S. (Перевод кн.: «Почвенная влага», Изд-во АН СССР, 1952).
- Ред. Проблемы советского почвоведения. Сб. 1-15, 1936—1949, Библи-ографический указатель.
- Ред. Современные почвенные процессы в лесной зоне Европейской части СССР, М., Изд-во АН СССР, 169 с.

1960
- Почвенные исследования в Центрально-Чернозёмном заповеднике. — Труды Центрально-Чернозёмного заповедника им. В. В. Алехина, вып. 6, с. 29-35.
- Опыт «мечения» почвенной влаги ионом хлора с целью изучения зако-номерностей её передвижения в полевых условиях. — Почвоведение, № 4, с. 3-9 (совместно с И. С. Васильевым).
- О некоторых генетических особенностях темноцветных почв больших падин. — Почвоведение, № 8, с. 1-13 (совместно с Е. А. Яриловой и И. М. Рашевской).
- Ответ Н. Н. Болышеву. — Почвоведение, № 9, с. 113.
- О том, как нельзя использовать аналитические данные при изучении почв. — Почвоведение, № 11, с. 115—116.
- К вопросу о природе и происхождении «мертвого горизонта» иссушения в почвенно-грунтовых толщах в лесостепной, полупустынной и пустынной зонах. — Сб. трудов по агроном. физике, вып. 8, с. 16-24.
- Методы изучения водного режима почв. Изд-во АН СССР, 244 с.
- Ред. Доклады советских почвоведов к VII Междунар. конгрессу почвоведов в США, Мэдисон. 1960. М.
- Ред. Толковый словарь по почвоведению. М., 144 с.
- Ред. Л. Г. Динесман. Изменение природы северо-запада Прикаспийской низменности. М., Изд-во АН ССС, 260 с.
- Ред. К. С. Ходашова. Природная среда и животный мир глинистых полупустынь Заволжья. М., Изд-во АН СССР, 131 с.

1961
- Важнейшие результаты деятельности исследований Джаныбекского стационара Академии наук СССР. — Почвоведение, № 4, с. 14-29.
- К вопросу о водно-физических константах почвы. — Почвоведение, № 6, с. 26-38.
- Почвы Джаныбекского стационара, их морфологическое строение, механический и химический состав и физические свойства. — Труды Почв. ин-та им. В. В. Докучаева, т. 56, с. 3-214 (совместно с М. Н. Польским).
- Ред. и один из авторов. Чистые культуры древесных пород на больших падинах Прикаспийской низменности (совместно с С. Н. Карандиной и др.). М., 180 с.
- Ред. А. Ф. Большаков. Водный режим мощных черноземов Среднерусской возвышенности. М., Изд-во АН СССР. 199 с.
- Ред. Почвы полупустыни Северо-Западного Прикаспия и их мелиорация. По работам Джаныбекского стационара, М., 295 с.
- Ред. И. Н. Скрынникова. Почвенные процессы в окультуренных торфяных почвах (на примере исследований окультуренных многозольных торфяных почв долины р. Яхрома). М., 247 с.
- The soil-forming process and soil evolution. V.S. Volynskaya (Ed.). Jerusalem, Israel Program Scient. Transl. (Transl. of the Russian book «Pochvoobrazovatelnyi prozess i evolyutsiya pochv». M., Gos. izd. geogr. lit., 1917).

1962
- Водный режим целинных и мелиорированных почв солонцового комплекса полупустыни. — Тезисы докл. на 2-м Всесоюзн. Съезде почвоведов. Харьков, с. 54-56 (совместно с А. Ф. Большаковым).
- Водный режим и баланс целинных почв солонцового комплекса. — Почвоведение, № 3, с. 1-15 (совместно с М. Н. Польским).
- О работе Международного комитета по терминологии в области физики почв. — Почвоведение, № 12, с. 100—104.
- Ред. Г. Н. Высоцкий. Избранные сочинения, т. I, II, М. 798 с. (совместно с И. В. Тюриным).
- Ред. С. Д. Эрперт. Рост и влагопотребление вяза мелколистного в условиях различной влагообеспеченности в Северо-Западном Прикаспии. — Изд-во АН СССР. 63 с.
- Soil Science (Pochvovedenie), Transal. from Russian. Jerusalem. 577 р. (Перевод книги «Почвоведение» , М.-Л., Гослесбумиздат, 1955).
- Водные свойства почв и грунтов. Перевод с русского на японский. Токио, 140 с.
- Ред. Проблема почвоведения (сборник статей). М., 287 с.
- Ред. Тезисы докладов на Втором Всесоюзном делегатском съезде почвоведов (10-16 сент. 1962 г.). Харьков.

1963
- Водный режим почв и его регулирование. Научно-популярная серия. М., Изд-во АН СССР. 119 с.
- Рец. О статье В. П. Рахманова. — Почвоведение, № 1, с. 110—113.
- К вопросу о водно-физических константах почвы. — Почвоведение, № 2, с. 101—105.
- Почвенные режимы, задачи и общие методы изучения. — Почвоведение, № 6, с. 4-14.
- Письмо в редакцию. — Почвоведение, № 12, с. 97-98.
- Водный режим и баланс целинных почв полупустынного комплекса. — В кн.: Водный режим почв полупустыни. Изд-во АН СССР, с. 5-83 (при участии М. Н. Польского).
- Современные почвенные процессы (режимы), задачи и общие методы их изучения. — Тезисы к совещанию по методам стационарных исследований почвенных процессов. М., с. 1-4.
- Ред. С. Н. Карандина. Особенности роста дуба черешчатого в Прикаспийской низменности. М., Изд-во АН СССР, 90 с.

1964
- Международный конгресс почвоведов (Бухарест, август-сентябрь, 1964 г.). — Агрохимия, № 3, с. 154—156.
- Генетические особенности профиля лиманной солоди. — В кн.: Новое в теории оподзоливания почв. М., «Наука», с. 62-96 (совместно с Е. А. Яриловой, И. М. Рашевской).
- Изменение всасывающего давления в почве в процессе испарения подвешенной влаги. — В кн.: Физика, химия, биология, минералогия почв СССР. Доклады к VIII Междунар. конгр. почвоведов. М., с. 54-61 (совместно с Г. И. Романовой).
- О перспективах организации орошения в Заволжье. — Почвоведение, № 2, с. 1-9 (совместно с А. Ф. Большаковым и др.).
- К вопросу об оподзоливании и лессиваже. — Почвоведение, № 7, с. 7-23.
- Минералы почв. — В кн.: Химизация сельского хозяйства. Научнотехн. словарь-справочник. М., 183 с.
- Suction changes during the process of suspended moisture evaporation. — Transactions 8th Internat. Congress of Soil Science. Bucharest, 1964, v. 2, p. 31-37 (совместно с Г. И. Романовой).
- Changes in soil suction during suspended water evaporation. — Abstracts of papers 8th Internat. Congress of Soil Science. Bucharest, 1964, р. 19. То же, на франц. языке, с. 125—126, на нём. языке, с. 240—241 (совместно с Г. И. Романовой).
- A podzolosodas es a lessivage problemaja. — Agrokemia es Talajton, t. 13, № 1-2, p. 101—124.
- Рец. О статье В. В. Рахманова. — Метеорология и гидрология. № 6, с. 53-56.
- Ред. Черноземы ЦЧО и их плодородие. М., «Наука», 89 с.
- Ред. Мерзлотные почвы и их режимы. М., «Наука». 158 с.
- Ред. Новое в теории оподзоливания и осолодения почв. М., «Наука». 96 с.
- Ред. Химизация сельского хозяйства. Научно-техн. словарь-справочник. 399 с.

1965
- Водный режим и влагообеспечивающая способность дерново-подзолистых почв. — Почвоведение, № 1, с. 49-58.
- Основы учения о почвенной влаге, т. I. Водные свойства почв и передвижение почвенной влаги. Л., Гидрометеоиздат, 664 с.
- Оподзоливание и лессиваж. — Тезисы докладов к научной конференции по лесному почвоведению (Красноярск, июль 1965), с. 5-7.
- Сессия редакционной коллегии по изданию международного руководства по методам изучения структуры почв. — Агрохимия, № 8, с. 162—163.
- Иван Владимирович Тюрин (1892—1962 гг.). — В кн.: И. В. Тюрин. Органическое вещество почвы и его роль в плодородии. М., «Наука», с. 3-10 (совместно с М. М. Кононовой и А. В. Соколовым).
- Рец. И. Ф. Гаркуша «Почвоведение», Сельхозиздат, 1962. — Почвоведение, № 11, с. 99-102.

1966
- Гидрофизика почв. — В кн.: Международное руководство по орошению и дренажу засоленных почв. М., с. 127—239.
- О некоторых вопросах генезиса почв в работах В. В. Пономаревой. — Почвоведение, № 4, с. 76-85.
- О наименьшей влагоемкости. — Почвоведение, № 12, с. 43-53.
- Работа I комиссии (физика почв). — VIII Международный конгресс почвоведов (Бухарест, 1964 г.), с. 9-16 (совместно с В. Н. Димо).
- Рец. Новые книги за рубежом. Серия В. Биология, медицина, сельское хозяйство, № 4, с. 62-64.
- Hydrophysical properties and moisture regime of the unsaturated zone.— Symposium on water in the unsaturated zone. Wageningen, 19-25 June 1966, p. 33.
- Nature of minimal retentive capacity. — Symposium on water in the unsaturated zone. Wageningen, 19-25 June 1966, р. 49.
- Farticulatatile genetice abe unu; proﬁl de sol brun de padure podzolit cu pseudoglei.— Stiinta Solului, v. 4, № 1, р. 29-41 (совместно с И. М. Рашевской).
- Ред. Международное руководство по орошению и дренажу засоленных почв (исходные тексты подготовлены ЮНЕСКО и ФАО). Гл. I—XIV. М. (совместно с В. А. Ковдой и др.).
- Ред. И. В. Тюрин. Вопросы генезиса и плодородия почв. М., «Наука», 288 с.
- Ред. Е. А. Афанасьева. Черноземы Среднерусской возвышенности. М., «Наука». 223 с.
- Ред. С. Н. Карандина. Рост и развитие дуба в падинах Западного Казахстана (биологические и экологические свойства дубов ранней и поздней рас). М., «Наука». 84 с.
- Ред. Тезисы докладов на третьем Всесоюзном делегатском съезде почвоведов. Тарту, 1966, 3-й съезд почвоведов СССР, Тарту. 483 с.

1967
- «Вода» в ненасыщенной зоне. (Симпозиум в Голландии, 1966). — Почвоведение, № 1, с. 126—133.
- Перспектива орошения северной части Прикаспийской низменности. — Почвоведение, № 3, с. 3-11 (совместно с А. Ф. Большаковым и др.).
- Учение о почвенной влаге в работах советских исследователей. — Почвоведение, № 9, с. 41-54.
- Hydro-physics of arid and irrigated soil.— International sourcebook on irrigation and drainage of arid lands in relation to salinity and alkalinity, ch. IV. Paris, p. 123—174 (avec W.H. Cardner, S.Z. Rowling).
- Ред. Англо-русский почвенно-агрохимический словарь. 20 000 терминов. М. (совместно с А. В. Петербургским), 432 с.

1968
- Водный режим некоторых основных типов почв СССР (по многолетним данным). — В кн.: Димо В. Н. и Роде А. А. Тепловой и водный режим почв СССР. Доклады к IX Междунар. конгрессу почвоведов. М., «Наука», с. 88-142.
- Ещё раз к вопросу об оподзоливании и лессиваже. — В кн.: Лес и почва. Красноярск, с. 8-17 (совместно с И. М. Рашевской).
- Hydrological proﬁle of the soil.— Transactions 9th International Congress of Soil Science. Adelaide. 1968, v. 1, p. 165—172.
- Untersuchungsmethoden des Bodenstrukturzustandes. Berlin, VEB Deutscher Landwirtschafsverlag, 504 S. (совместно с А. Кульманом, Л. Б. Ревутом и др.).
- Ред. Тепловой и водный режим почв СССР. — Доклады к IX Междунар. конгрессу почвоведов. М., «Наука», 142 с.

1969
- Основы учения о почвенной влаге, т. II. Методы изучения водного режима почв. Л., Гидрометеоиздат, 286 с.
- Почвенные гидрологические горизонты и почвенный гидрологический профиль. — Почвоведение, № 3, с. 93-100.
- Зарубежные исследования по классификации водных режимов. — Почвоведение, № 12, с. 65-72.
- Theory of soil moisture, v. 1. Moisture properties of soils and movement of soil moisture; Transal. from Russian. Jerusalem. 560 p.
- Ред. Advances in the theory of podzolization and solodization. Jerusalem, IPST Press Binding. 90 p.
- Genetic peculiarities of proﬁle in liman solod soils. — In: Advances in the theory of podzolization and solodization. Jerusalem, p. 58-90 (совместно с Е. А. Яриловой и др.).
- A biogeocenological approach to the solution of land reclamation problems. — Agrokemia Talajtan, t. 18, p. 278—282. Budapest.
- Ред. и участие в составлении: Методическое руководство по изучению почвенной структуры. Л., «Колос». 527 с. (совместно с И. Б. Ревутом и др.).
- Ред. Т. Я. Киссис. Водный режим пахотных мерзлотных лесостепных почв. М., «Наука», 133 с.

1970
- Изменение естественных биогеоценозов полупустыни Северного Прикаспия при её освоении. — Почвоведение, № 3, с. 31-42 (совместно с А. Ф. Большаковым и др.).
- «Псевдоподзолы» и неточное использование аналитических данных при решении почвенно-генетических вопросов. — Почвоведение, № 11, с. 86-96.
- Пути развития и методы экспериментального почвоведения. Система методов использования в почвоведении. — 4-й Всесоюз. делегатский съезд почвоведов, кн. 1. Симпозиумы 1-5, с. 59-62.

1971
- Природные условия и опытные насаждения Джаныбекского стационара. — В сб.: Животные искусственных лесных насаждений в глинистой полупустыне. М., «Наука», с. 5-12.
- Распределение атмосферных осадков по суточным суммам и вопрос об их эффективности. — Почвоведение, № 11, с. 83-92.
- Система методов исследования в почвоведении. Новосибирск, «Наука», 92 с.
- Стационарное изучение почв и почвообразовательных процессов на черноземах. — В кн.: Результаты исследований и методы комплексного изучения почвенных условий на черноземах в стационарных условиях. М., с. 5-7.
- Опыт применения биогеоценологического метода к решению мелиоративных вопросов. — Материалы международного симпозиума по мелиорации почв содового засоления. Ереван, 1969 г. — Труды НИИ почвоведения и агрохимии, вып. VI, Ереван, с. 523—530.
- Ред. Животные искусственных лесных насаждений в глинистой полупустыне (по материалам Джаныбекского стационара). М., «Наука», 198 с.

1972
- Почвоведение. Изд. 2-е, испр. и доп. Учебник для студентов лесохозяйственных факультетов вузов. М., «Высшая школа», 480 с. (совместно с В. Н. Смирновым).
- К. К. Гедройц и развитие теоретического почвоведения (к 100-летию со дня рождения К. К. Гедройца). — Почвоведение, № 3, с. 3-10.
- Биогеоценологические основы агролесомелиоративного освоения полупустыни Северного Прикаспия. — Тезисы докл. на совещании «Итоги научных исследований по лесоразведению и биогеоценологии», Москва, 17-19 декабря 1973 г., вып. 1, М., с. 7-8.
- Сравнительный генетический анализ профилей бурой лесной оподзоленной почвы с псевдоглеем и лесной дерново-сильноподзолистой почвы. — В кн.: Биогеохимические процессы в подзолистых почвах. Л., с. 100—128 (совместно с И. М. Рашевской).
- Ред. и один из составителей. Толковый словарь по почвоведению. Физика почв. М., «Наука». 62 с.
- Soils of the solonetz complex in the northern part of the Precaspian lowland and their biological productivity. International Symposium USSR. L., «Nauka» (совместно с А. Ф. Большаковым).

1973
- Преобразование водного и солевого режимов почв солонцового комплекса под влиянием лесных полос. — Тезисы докладов IV Всесоюзн. гидрол. съезда. Л., с. 42-43.
- Gardner W.H. Rawlings S.L., Rode A.A. Hydro-physics of arid and irrigated soils. // Irrigation, drainage and salinity, p. 80-121. Bibliogr.: p. 119—121.
- Докучаевское почвоведение в Академии наук в 20-30-е годы. Природа, № 5, с. 59-67.
- Перспективы использования различных направлений в развитии учения о почвенной влаге. — Труды Х Междунар. конгресса почвоведов, т. 1. Физика почв. с. 25-29 с В. Д. Ворониным и др.).
- Ред. Т. П. Коковина. Водный режим мощных черноземов и влагообеспеченность на них сельскохозяйственных культур. М., «Колос». 302 с.
- Ред. Водный и температурный режим почв. — Науч. труды Почв. ин-та им. В. В. Докучаева. Сб. статей. М., 195 с.

1974
- Изменение водного и солевого режимов почв полупустыни Северного Прикаспия под влиянием древесных насаждений (по материалам Джаныбекского стационара Лаборатории лесоведения АН СССР) за 1950—1971 гг. — В кн.: Современные вопросы лесоведения и лесной биогеоценологии. М., «Наука», с. 60-91 (совместно с Г. С. Базыкиной, Г. П. Максимюк).
- Ред. и один из авторов. Биогеоценотические основы освоения полупустыни Северного Прикаспия. М., «Наука». 360 с. (совместно с А. Ф. Большаковым и др.).

1975
- Важнейшие задачи физики почв и их разработка в трудах А. Г. Дояренко. — Почвоведение, № 7, с. 73-81.
- Природные условия Джаныбекского стационара и история его организации и работы. — Тезисы докладов Всесоюзн. совещ. «Научные основы защитного лесоразведения в сухой степи и в полупустыне Северного Прикаспия и их земледельческого освоения». Джаныбек, 9-13 сентября 1975 г., М., с. 3-4.
- Ред. и один из составителей. Толковый словарь по почвоведению. М., «Наука», 286 с.
- Ред. Вводная статья и комментарии. К. К. Гедройц. Избранные научные труды. М., «Наука». 639 с.

1976
- Почвообразовательные процессы и их изучение стационарным методом// Принципы организации и методы стационарного изучения почв. М., «Наука», с. 5-33.
- Выбор участков для стационарных исследований, их первичное изучение и организация наблюдений на них // Принципы организации и методы стационарного изучения почв. М., «Наука», с. 62-93 (совместно с Ф. И. Козловским).
- Методы изучения водного режима почв // Принципы организации и методы стационарного изучения почв. М., «Наука», с. 95-108 (совместно с Г. С. Базыкиной).
- Ред. Принципы организации и методы стационарного изучения почв. М., «Наука», 413 с.
- Ред. И. Н. Оловянникова. Влияние лесных колков на солончаковые солонцы. М., «Наука», с. 125.

1977
- О проявлении элементарной цикличности в водном режиме почв // Аридные почвы, их генезис, геохимия и использование. «Наука», М., с. 25-54 (совместно с В. В. Герцык).
- Обсуждение проблем водного режима почв в Американском обществе почвоведов// Почвоведение, № 7. 132—136.
- Ред. Подзолистые почвы Запада Европейской части СССР. М., «Колос», 288 с.
- Rode A.A., Romanova G.I. Changes in moisture content and tension (matric potential) in the course of moisture inﬁltration and redistribution in sandy silt // Problems of Soil Sciencе. M., p. 21-33.

1978
- Вопросы водного режима почв. Л., Гидрометеоиздат, 213 с.
- Элементы баланса влаги в некосимой степи и дубовом лесу // Почвоведение, № 7, с. 67-77 (совместно с В. В. Герцык).

1979
- Послойный режим и баланс влаги целинных мощных черноземов под некосимой степью и дубовым лесом // Почвоведение, № 3, с. 59-75. (совместно с В. В. Герцык).
- Ред. Подзолистые почвы Северо-Запада Европейской части СССР. М., Колос. 256 с.
- Ред. Explanatory dictionary of the Soviet Soil Science (with Japanese and English indices) Transl. By I. Kanne Jonago, Japan. 351 c.
- Рец. кн. Д. Г. Миллера. Вода на поверхности земли. Введение в гидродинамику экосистем, 1977, p. 557.
- Гидрология экосистем // Почвовeдение, № 1, с. 152—154.

1980
- О почве-памяти, почве-моменте и двуединстве почвы // Почвоведение, № 3, с. 127—131.
- Статистическая характеристика элементов баланса влаги черноземов под некосимой степью и дубовым лесом // Почвоведение, № 7, с. 101—111 (совместно с В. В. Герцык).
- Ред. Е. А. Афанасьева. Водно-солевой режим обыкновенных и южных чернозёмов Юго-Востока Европейской части СССР. М.: Наука, 1980. 217 с.

1981
- Ред. Подзолистые почвы центральной и восточной части Европейской территории СССР. — Л., Наука, 1981. 199 с.

## Посмертные издания
Роде А. А. Избранные труды: В 4 томах / ред. Г. В. Добровольский. Москва: Почвенный ин-т им. В. В. Докучаева, 2008—2009 гг.
- 1 том: Теоретические проблемы почвоведения и вопросы генезиса почв. 244 c.
- 2 том: Подзолообразовательный процесс. 480 c.
- 3 том: Основы учения о почвенной влаге. 664 c.
- 4 том: Проблемы гидрологии почв. 598 c.